# Morpho richardus
Espèce
Morpho richardus est une espèce d'insectes lépidoptères (papillons) qui appartient à la famille des nymphalidés, sous-famille des Morphinae, à la tribu des Morphini et au genre Morpho.

## Dénomination
Morpho richardus a été décrit par Hans Fruhstorfer en 1898.

## Description
Morpho richardus est un très grand papillon,au bord externe des ailes antérieures concave et aux ailes postérieures dentelées. .

## Biologie

### Plantes hôtes
Abuta selloana, une Menispermaceae est plante hôte de sa chenille.

## Écologie et distribution
Morpho richardus est présent au Brésil.

### Protection
Pas de statut de protection particulier

### Liens taxonomiques
- (en) Tree of Life Web Project : Morpho richardus